# Вьорне
Вьорне (на нидерландски: Veurne) е град в Северозападна Белгия, окръг Вьорне на провинция Западна Фландрия. Населението му е около 11 800 души (2006).